# Эмур, Эдвард
Эдвард Джон Эмур (англ. Edward John Amoore; 20 марта 1877, Лондон — 11 июля 1955, Мидлсекс) — британский стрелок, чемпион и призёр летних Олимпийских игр.
Эмур принял участие в летних Олимпийских играх в Лондоне в четырёх дисциплинах по стрельбе из малокалиберной винтовки. Он стал чемпионом в командной стрельбе и бронзовым призёров в стрельбе по исчезающей мишени, а также стал пятым в стрельбе лёжа и 19-м в стрельбе по подвижной мишени.